# FC Amsterdam in het seizoen 1980/81
Het seizoen 1980/1981 was het 11e jaar in het bestaan van de Amsterdamse betaaldvoetbalclub FC Amsterdam. De club kwam uit in de Eerste divisie en eindigde daarin op de 16e plaats. Tevens deed de club mee aan het toernooi om de KNVB Beker, hierin werd in de tweede ronde verloren van MVV (0–3).

## Wedstrijdstatistieken

### Eerste divisie
|       | SC Amersfoort | FC Den Bosch '67 | SC Cambuur | DS '79 | Eindhoven | Fortuna Sittard | De Graafschap | FC Haarlem | sc Heerenveen | Helmond Sport | SC Heracles '74 | SVV   | Telstar | SC Veendam | Vitesse | FC Vlaardingen '74 | FC Volendam | FC VVV |
| ----- | ------------- | ---------------- | ---------- | ------ | --------- | --------------- | ------------- | ---------- | ------------- | ------------- | --------------- | ----- | ------- | ---------- | ------- | ------------------ | ----------- | ------ |
| Thuis | 1 – 1         | 2 – 0            | 1 – 0      | 1 – 4  | 1 – 2     | 1 – 1           | 1 – 3         | 0 – 3      | 1 – 1         | 1 – 3         | 2 – 3           | 0 – 0 | 2 – 0   | 3 – 3      | 3 – 3   | 2 – 2              | 2 – 0       | 2 – 1  |
| Uit   | 2 – 4         | 0 – 1            | 1 – 1      | 7 – 2  | 2 – 2     | 3 – 0           | 2 – 1         | 2 – 0      | 2 – 1         | 1 – 0         | 1 – 2           | 1 – 0 | 0 – 0   | 2 – 1      | 1 – 1   | 0 – 1              | 4 – 2       | 1 – 0  |

### KNVB Beker
| 1e ronde                                                       | FC Amsterdam | 8 – 1 (2 – 0) | Arnemuiden      |
| 6 september 1980 Plaats: Amsterdam Olympisch Stadion (bijveld) | Hans Bouwmeester 31', 78' Cor Swerissen 42' (pen.) Gaby Martinez 47' Wim Jansen 58', 84' Rob Ouderland 70' Siegfried Roosblad 74' |               | 81' Jan Meerman |
| 2e ronde                                                       | MVV | 3 – 0 (1 – 0) | FC Amsterdam    |
| 15 november 1980 Plaats: Maastricht De Geusselt                | Cees Schapendonk 22' Willy van Bommel 65' Jean Maas 90'                                                                           |               |                 |

## Statistieken FC Amsterdam 1980/1981

### Eindstand FC Amsterdam in de Nederlandse Eerste divisie 1980 / 1981
| Stand | Gespeeld | Gewonnen | Gelijk | Verloren | Punten | Doelpunten voor | Doelpunten tegen |
| ----- | -------- | -------- | ------ | -------- | ------ | --------------- | ---------------- |
| 16e   | 36       | 9        | 11     | 16       | 29     | 45              | 62               |

### Topscorers
| #                 | Naam               | Goal |
| ----------------- | ------------------ | ---- |
| 1.                | Wim Jansen         | 7    |
| 2.                | Marcel Hartman Kok | 6    |
| 3.                | Ton Kamphues       | 5    |
| 4.                | Fred Bischot       | 4    |
| 4.                | Cor Swerissen      | 4    |
| 6.                | Eef Heijt          | 3    |
| 6.                | Jan Wegman         | 3    |
| 8.                | Ton Gerritsen      | 2    |
| 8.                | Edwin Ludwig       | 2    |
| 8.                | Gaby Martinez      | 2    |
| 8.                | Rob Ouderland      | 2    |
| 12.               | Hans Bouwmeester   | 1    |
| 12.               | Ronald Donker      | 1    |
| 12.               | Rob Gillissen      | 1    |
| 12.               | Jan Menting        | 1    |
| Onbekend doelpunt |                    |      |
| –                 | Onbekend           | 1    |
| Totaal            | Totaal             | 45   |

| #      | Naam               | Goal |
| ------ | ------------------ | ---- |
| 1.     | Hans Bouwmeester   | 2    |
| 1.     | Wim Jansen         | 2    |
| 3.     | Gaby Martinez      | 1    |
| 3.     | Rob Ouderland      | 1    |
| 3.     | Siegfried Roosblad | 1    |
| 3.     | Cor Swerissen      | 1    |
| Totaal | Totaal             | 8    |

## Voetnoten
SC Amersfoort ·
FC Amsterdam ·
FC Den Bosch '67 ·
SC Cambuur ·
DS '79 ·
Eindhoven ·
Fortuna Sittard ·
De Graafschap ·
FC Haarlem ·
sc Heerenveen ·
Helmond Sport ·
Heracles '74 ·
SVV ·
Telstar ·
SC Veendam ·
Vitesse ·
FC Vlaardingen '74 ·
FC Volendam ·
FC VVV